# 크립톤 퓨처 미디어
크립톤 퓨처 미디어 주식회사(일본어: クリプトン・フューチャー・メディア株式会社, 영어: Crypton Future Media, Inc.)는 일본의 소프트웨어 관련 기업이다. 주로 샘플링 CD / DVD와 효과음, BGM, 소프트웨어 악기의 개발 수입 판매를 하고있다. 주요 거래처는 악기 가게, 컴퓨터 가게, 소프트웨어 유통 업체 등이다. 또한, 휴대 전화 벨소리에 맞게 효과음 판매 서비스를 시작하였고 음성 전송 등의 서비스를 제공하는 모바일 사이트도 운영하고 있다.

## 개요
크립톤 퓨처 미디어는 특히 야마하의 음성 합성 엔진 보컬로이드를 채용한 데스크톱 뮤직 (DTM)의 음성 합성 소프트웨어 제조 판매로 알려져있다. 2004년에는 MEIKO를 발매하였고, 2006년에는 KAITO를 발매하였다. 그리고 2007년 8월 31일에는 캐릭터 보컬 시리즈 제1탄 하츠네 미쿠를 발매하였고, 유명해졌다. 제2탄 카가미네 린·렌도 같은 해 겨울 발매되었으며, 그것 또한 큰 인기를 끌었다. 2009년 1월 30일에는 제3탄 메구리네 루카도 발매되었다. 또한 VOCALOID 관련 콘텐츠를 올리는 웹사이트 피아프로를 개설하였다. 또한 자사의 음악 레이블 "KarenT"에서 VOCALOID에 의해 만들어진 노래의 판매도 하고 있다.

## 같이 보기
- 보컬로이드
- 음성 합성
- 컴퓨터 음악
- 오토튠